# Micropterix aglaella
Micropterix aglaella es una especie de lepidópteros de la familia Micropterigidae. Su similitud con Micropterix paykullella puede llevar a confusión; sin embargo, se pueden distinguir por su coloración: M. aglaella tiene una coloración púrpura menos intensa que M. paykullella.

## Distribución geográfica
Se encuentra en el sur de Francia, sudoeste de Suiza y norte de Italia.